# Вольная борьба на летних Олимпийских играх 1952 — до 52 кг
Соревнования по вольной борьбе в рамках Олимпийских игр 1952 года в наилегчайшем весе (до 52 килограммов) прошли в Хельсинки с 20 по 23 июля 1952 года в «Exhibition Hall I».
Турнир проводился по системе с начислением штрафных баллов. За чистую победу штрафные баллы не начислялись, за победу по очкам борец получал один штрафной балл, за любое поражение (по очкам со счётом 2-1, со счётом 3-0 или чистое поражение) — три штрафных балла. Борец, набравший пять штрафных баллов, из турнира выбывал. Трое оставшихся борцов выходили в финал, проводили встречи между собой. Схватка по регламенту турнира продолжалась 15 минут. Если в течение первых десяти минут не было зафиксировано туше, то судьи могли определить борца, имеющего преимущество. Если преимущество никому не отдавалось, то назначалось шесть минут борьбы в партере, при этом каждый из борцов находился внизу по три минуты (очередность определялась жребием). Если кому-то из борцов было отдано преимущество, то он имел право выбора следующих шести минут борьбы: либо в партере сверху, либо в стойке. Если по истечении шести минут не фиксировалась чистая победа, то оставшиеся четыре минуты борцы боролись в стойке.
В наилегчайшем весе боролись 16 участников. Фаворит, чемпион Европы 1949 года и чемпион мира 1951 года турок Али Юсель не принимал участия. Тем не менее, его соотечественник Хасан Гемиджи выступил весьма удачно, завоевав первое место. Однако, судьба золотой медали решалась без его участия. В четвёртом круге Гемиджи уступил иранцу Махмуду Моллагасеми, ещё одному финалисту, но в пятом круге выиграл у третьего финалиста японца Юсю Китано. Таким образом, финальной была лишь одна встреча, между Китано и Моллагасеми, и именно она определяла различные варианты распределения призовых мест. Любая победа иранца оставляла его на первом месте, Гемиджи поднимался бы на второе, японский борец опускался на третье место. Чистая победа японского борца приносила ему «золото», Гемиджи так же поднимался на вторую позицию, Моллагасеми оставался третьим. Любая другая победа Китано приносила ему второе место, а на первое выходил Гемиджи. Последний вариант и произошёл, японский борец победил иранца со счётом 3-0, сравнялся по штрафным баллам с турком и за счёт поражения в личной встрече, остался на втором месте. Махмуд Моллагасеми завоевал бронзовую медаль олимпийских игр. Она стала первой в борьбе для Ирана, борцы которого в последующем стали одними из сильнейших на планете.     

## Призовые места
- Хасан Гемиджи (TUR)
- Юсю Китано (JPN)
- Махмуд Моллагасеми (IRI)

## Первый круг
| Штрафных баллов | Участник 1                | Результат   | Участник 2                          | Штрафных баллов |
| --------------- | ------------------------- | ----------- | ----------------------------------- | --------------- |
| 1               | Юсю Китано (JPN)          | 3-0         | Рольф Юханссон (SWE)                | 3               |
| 1               | Хью Пири (USA)            | 3-0         | Мохамед Абдель Халид Эль-Вард (EGY) | 3               |
| 1               | Георгий Саядов (URS)      | 3-0         | Марсель Сигиран (FRA)               | 3               |
| 1               | Джордано де Джорджи (ITA) | 3-0         | Мориц Мевис (BEL)                   | 3               |
| 1               | Хасан Гемиджи (TUR)       | 3-0         | Ойва Тимонен (FIN)¹                 | 3               |
| 0               | Хайни Вебер (GER)         | Туше (6:12) | Лесли Читхэм (GBR)                  | 3               |
| 0               | Махмуд Моллагасеми (IRI)  | Туше (6:32) | Нираньян Дас (IND)                  | 3               |
| 1               | Луи Байсе (RSA)           | 3-0         | Родольфо Давилья (MEX)              | 3               |

¹ Снялся с соревнований

## Второй круг
| Штрафных баллов | Участник 1                | Результат   | Участник 2                          | Штрафных баллов |
| --------------- | ------------------------- | ----------- | ----------------------------------- | --------------- |
| 1               | Юсю Китано (JPN)          | Туше (7:20) | Мохамед Абдель Халид Эль-Вард (EGY) | 6               |
| 2               | Хью Пири (USA)            | 3-0         | Рольф Юханссон (SWE)                | 6               |
| 2               | Георгий Саядов (URS)      | 3-0         | Мориц Мевис (BEL)                   | 6               |
| 2               | Джордано де Джорджи (ITA) | 3-0         | Марсель Сигиран (FRA)               | 6               |
| 1               | Хасан Гемиджи (TUR)       | Туше (4:00) | Лесли Читхэм (GBR)                  | 6               |
| 0               | Хайни Вебер (GER)         | Туше (3:15) | Нираньян Дас (IND)                  | 6               |
| 0               | Махмуд Моллагасеми (IRI)  | Туше (8:24) | Луи Байсе (RSA)                     | 4               |
| 3               | Родольфо Давилья (MEX)    | Пропускал   |                                     |                 |

## Третий круг
| Штрафных баллов | Участник 1               | Результат   | Участник 2                | Штрафных баллов |
| --------------- | ------------------------ | ----------- | ------------------------- | --------------- |
| 1               | Юсю Китано (JPN)         | Туше (4:30) | Родольфо Давилья (MEX)    | 6               |
| 3               | Георгий Саядов (URS)     | 3-0         | Хью Пири (USA)            | 5               |
| 1               | Хасан Гемиджи (TUR)      | Туше (2:45) | Джордано де Джорджи (ITA) | 5               |
| 1               | Махмуд Моллагасеми (IRI) | 3-0         | Хайни Вебер (GER)         | 3               |
| 4               | Луи Байсе (RSA)          | Пропускал   |                           |                 |

## Четвёртый круг
| Штрафных баллов | Участник 1               | Результат    | Участник 2          | Штрафных баллов |
| --------------- | ------------------------ | ------------ | ------------------- | --------------- |
| 1               | Юсю Китано (JPN)         | Туше (10:15) | Луи Байсе (RSA)     | 7               |
| 4               | Георгий Саядов (URS)     | 3-0          | Хайни Вебер (GER)   | 6               |
| 2               | Махмуд Моллагасеми (IRI) | 2-1          | Хасан Гемиджи (TUR) | 4               |

## Пятый круг
| Штрафных баллов | Участник 1               | Результат | Участник 2           | Штрафных баллов |
| --------------- | ------------------------ | --------- | -------------------- | --------------- |
| 5               | Хасан Гемиджи (TUR)      | 3-0       | Юсю Китано (JPN)     | 4               |
| 3               | Махмуд Моллагасеми (IRI) | 2-1       | Георгий Саядов (URS) | 7               |

## Финал

### Встреча 1
| Штрафных баллов | Участник 1          | Результат | Участник 2               | Штрафных баллов |
| --------------- | ------------------- | --------- | ------------------------ | --------------- |
| 5               | Юсю Китано (JPN)    | 3-0       | Махмуд Моллагасеми (IRI) | 6               |
| 5               | Хасан Гемиджи (TUR) | Пропускал |                          |                 |